# Acequia
Acequia è una città (city) degli Stati Uniti d'America, situata nella contea di Minidoka, nello Stato dell'Idaho.